# Джоках
Джока́х (перс. جناح‎) — город на юге Ирана, в провинции Хормозган. Входит в состав шахрестана Бестек.

## География
Город находится в западной части Хормозгана, в долине реки Мехран, на высоте 303 метров над уровнем моря.

Джоках расположен на расстоянии приблизительно 190 километров к западу от Бендер-Аббаса, административного центра провинции и на расстоянии 995 километров к юго-юго-западу (SSW) от Тегерана, столицы страны.

## Население
По данным переписи 2006 года численность населения составляла 5 636 человек.

## Транспорт
Ближайший аэропорт находится в городе Бестек.